# Бороны
Бороны — опустевшая деревня в Котельничском районе Кировской области в составе Александровского сельского поселения.

## География
Располагается на расстоянии примерно 20 км по прямой на запад от райцентра города Котельнич.

## История
Была известна с 1802 года как починок 2-й Сметанинский, в 1873 году здесь (Сметанинский 2-й или Бороны) отмечено дворов 6 и жителей 42, в 1905 году 11 и 39, в 1926 (деревня Бороны или Тарасенки) 15 и 96, в 1950 16 и 59, в 1989 оставался 1 человек. Настоящее название утвердилось в 1939 году.

## Население
Постоянное население  не было учтено как в 2002 году, так и в 2010.